# Gilbert John Arrow
 Gilbert John Arrow (* 20. Dezember 1873 in London; † am 5. Oktober 1948) war ein englischer Entomologe. Er veröffentlichte mehr als 100 Arbeiten zu den Scarabaeoidea. Seine wichtigsten Werke sind die vier Bände Lamellicorns in the Fauna of British India in dem von der Regierung Britisch Indiens herausgegebenen Werk The Fauna of British India, Including Ceylon and Burma  und seine Synopse der Hornkäfer.

## Leben
Nach einer fünfjährigen Tätigkeit in seinem Beruf als Architekt nahm Gilbert John Arrow 1896 eine Stelle in der Abteilung Zoologie des Natural History Museum in London an. Fortan widmete er sich dem Studium der Käfer, insbesondere der Blatthornkäfer.
Nach seiner Pensionierung 1938 arbeitete Gilbert John Arrow ehrenamtlich bis einige Wochen vor seinem Tod weiter im Natural History Museum, wobei er während des Krieges Verletzungen erlitt.

## Werk
Seine Arbeiten zu den Scarabaeoidea beeinflussen noch heute wissenschaftliche Arbeiten.
Zu The Fauna of British India, Including Ceylon and Burma trug er vier Bände bei:
- Lamellicornia 1. Cetoniinae and Dynastinae (1910)[4]
- Lamellicornia 2. Rutelinae, Desmonycinae, Euchirinae (1917)[5]
- Clavicornia : Erotylidae, Languriidae & Endomychidae (1925)[6]
- Lamellicornia 3. Coprinae (1931)[7]

Weitere Schriften (Auszug)
- Sound-production in the lamellicorn beetles. In: Transactions of the Entomological Society of London. 1904 (englisch).
- On the characters and relationships of the less-known groups of Lamellicorn Coleoptera, with descriptions of new species of Hybosorinae, etc. . In: Transactions of the Entomological Society of London. Band 57, 1909, S. 479–507 (englisch).
- Scarabaeidae: Pachypodinae, Pleocominae, Aclopinae, Glaphyrinae, Ochodaeinae, Orphninae, Idiostominae, Hybosorinae, Dynamopinae, Acanthocerinae, Troginae. In: W. Junk (Hrsg.): Coleopterorum Catalogus. Band XX/43. Berlin 1912, S. 66.
- Proceedings of the Entomological Society of London (Hrsg.): A nomenclatural note (Coleopt.). Band 9(1), 1940, S. 16. (englisch).

Posthume Ausgaben
- W.D. Hincks (Hrsg.): Horned beetles, a study of the fantastic in nature. W. Junk, Den Haag 1951.

Reprints und elektronische Bücher
- Wentworth Press (Hrsg.): Coleoptera: Lamellicornia. 2016, ISBN 978-1-374-65808-0 (englisch).
- Springer NL (Hrsg.): Horned Beetles: A Study of the Fantastic in Nature. ISBN 94-017-6178-7, doi:10.1007/978-94-017-6178-9 (englisch).